# اريك ماكنزي
اريك ماكنزي (9 ديسمبر 1910 في أستراليا - 28 أبريل 1994 في أستراليا) (بالإنجليزية: Eric McKenzie)‏ هو لاعب كريكت أسترالي. لعب مع فريق غرب أستراليا للكريكت ‏.

## وصلات خارجية
- اريك ماكنزي على موقع إي آس بي آن كريك إنفو (الإنجليزية)